# Karl Munzinger (Komponist)
Karl Munzinger (* 23. September 1842 in Balsthal; † 16. August 1911 in Bern) war ein Schweizer Komponist und Chorleiter.

## Biografie
Karl Munzinger war Enkel des Kaufmanns, Politikers und Komponisten Ulrich Munzinger. Er erhielt seine musikalische Ausbildung in Basel und am Leipziger Konservatorium. Von 1864 bis 1866 wirkte er als Musiklehrer und Organist im elsässischen Wesserling, danach bis 1868 als Chorleiter der Liedertafel in Solothurn. 1869 wurde er als Musikdirektor nach Bern berufen.
Dort leitete er vierzig Jahre lang die «Liedertafel» und 25 Jahre den «Cäcilienverein». Ab 1876 war er Generaldirektor der Kantonalbernischen Gesangsfeste, ab 1884 Dirigent der Abonnementskonzerte der «Musikgesellschaft». Als Komponist schuf er Lieder, Männerchöre und Chorkantaten. Unter anderem komponierte er auch die Festspielmusik zur 700-Jahr-Feier von Bern 1891. Die Stadt zeichnete ihn als Ehrenbürger aus, die Universität Bern verlieh ihm einen Ehrendoktortitel. 
Sein Bruder Edgar Munzinger wurde gleichfalls Musiker, der Bruder Oskar schlug eine politische Laufbahn ein.